# خفاش‌های برگ‌بینی دم‌کوتاه
خفاش‌های برگ‌بینی دم‌کوتاه (نام علمی: Carollia) نام یک سرده از زیرخانواده برگ‌بینی‌های دم‌کوتاه است.